# Olumo Rock
Der Olumo Rock (Yoruba Òkè Olúmọ) ist ein Berg in der Stadt Abeokuta im Bundesstaat Ogun, im Südwesten Nigerias. Der  137 m über dem Meeresspiegel hohe Felsen beherbergt mehrere Schreine und wird insbesondere vom Volk der Egba als Heiligtum verehrt. Er gehört zu den beliebtesten Ausflugszielen in Nigeria. Darüber hinaus ist der Olumo Rock eine bedeutende paläontologische und archäologische Fundstätte, die eine herausragende Sammlung von Steingeräten wie Faustkeilen, Steinkugeln, pickelartigen Werkzeugen und Hammersteinen aus der Zeit vor etwa 1,5 Millionen Jahren hervorbrachte.

## Beschreibung
Der Olumo Rock ist eine massive Formation aus prekambrischem Granit. Der Gipfel erhebt sich 137 m über den Meeresspiegel, seine Basis liegt auf etwa 70 m Höhe. Der Felsen liegt in Abeokuta und ist von allen Teilen der Stadt aus sichtbar. Der Felsen ist auf allen Seiten von Höhlen durchzogen, eine davon misst 6 × 7 Meter. Bemerkenswert ist ein mächtiger Irokbaum (Milicia) der an einer Flanke des Felsens wächst, dessen Alter auf 200 Jahre geschätzt wird und dessen Wurzeln in einem weit verzweigtem Netz über die Felsen verlaufen.

## Geschichte
Während der Stammeskriege im Königreich Oyo im 19. Jahrhundert nutzte das Volk der Egba den Felsen als Spähposten zur Beobachtung der vorrückenden Feinde und als natürliche Festung und Rückzugsort. Vom Gipfel aus wehrten sie über sieben Monate das angreifende Königreich Dahomey ab und errangen schließlich den Sieg. Der Berg wird seit dem von den Mitgliedern des Stammes als Schutzpatron hoch geschätzt, dem jährlich Opfer dargebracht werden. Sein Schutzgeist wird in der Religion der Yoruba als Orisha verehrt. Der Name „Olumo“ ist eine Kombination aus zwei Wörtern: „olu“, was Gott/Gottheit bedeutet, und „mo“, was geformt bedeutet.
Als Kustodin des Olumo Rocks samt Olumo-Schreins lebte Chief Sinatu Aduke Sanni als „Iya Orisa Olumo“ (Muttergöttin von Olumo) über 40 Jahre lang in einer Einsiedelei im Felsen, wo sie über diesen wachte und den Göttern des Felsens diente. Am 1. Juni 2022 verstarb sie nach einer kurzen Krankheit und soll ein Alter von 137 Jahren erreicht haben.
Der Berg wurde als beliebte Touristenattraktion mit einer Treppe ausgestattet, 1976 renoviert und 2006 um ein Museum, Restaurants und Brunnen erweitert, ebenso wurde eine Aufzugsanlage installiert, die es immobilen Menschen ermöglicht den Gipfel zu erreichen.

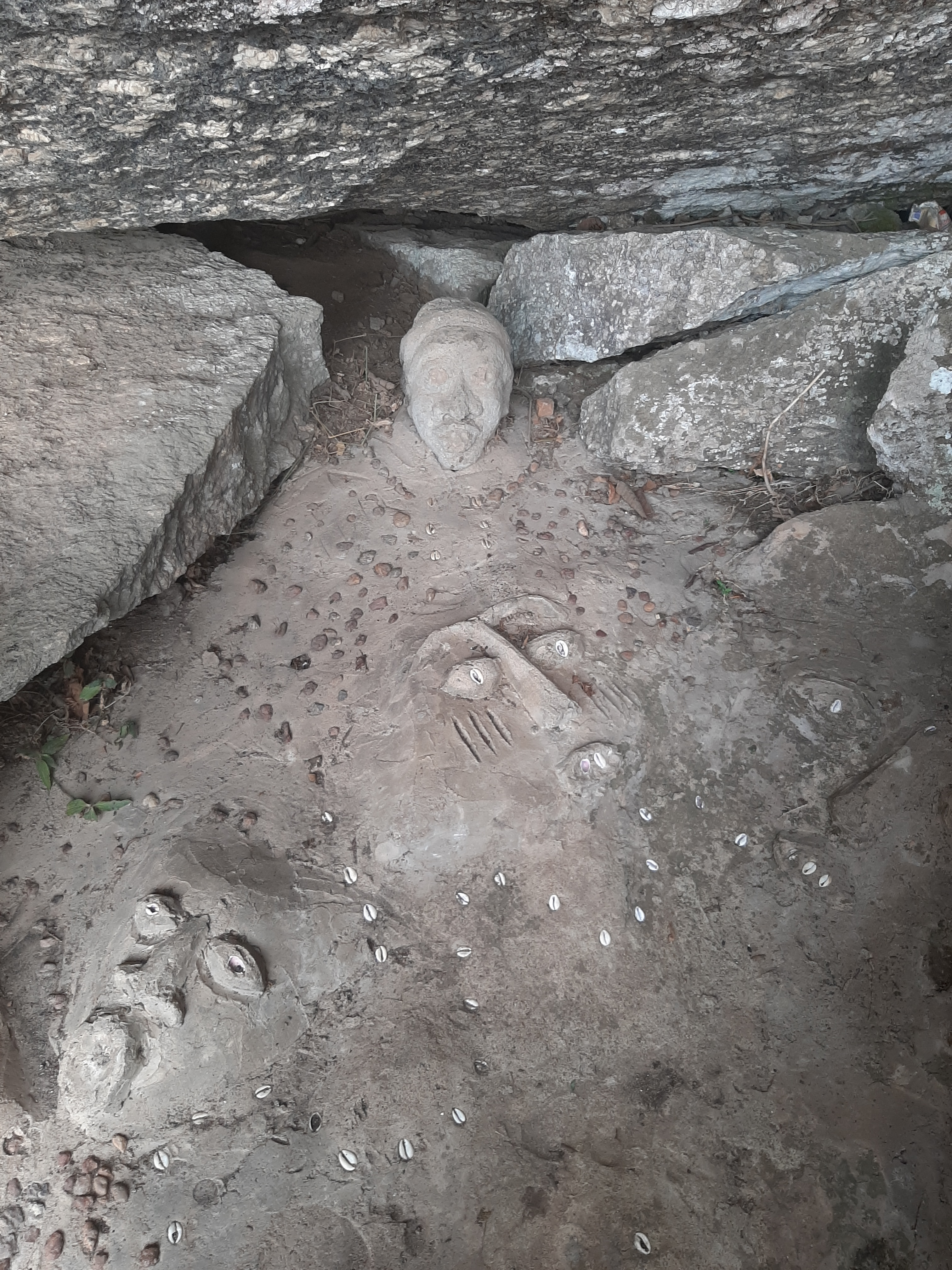
Opferplätze im Felsen
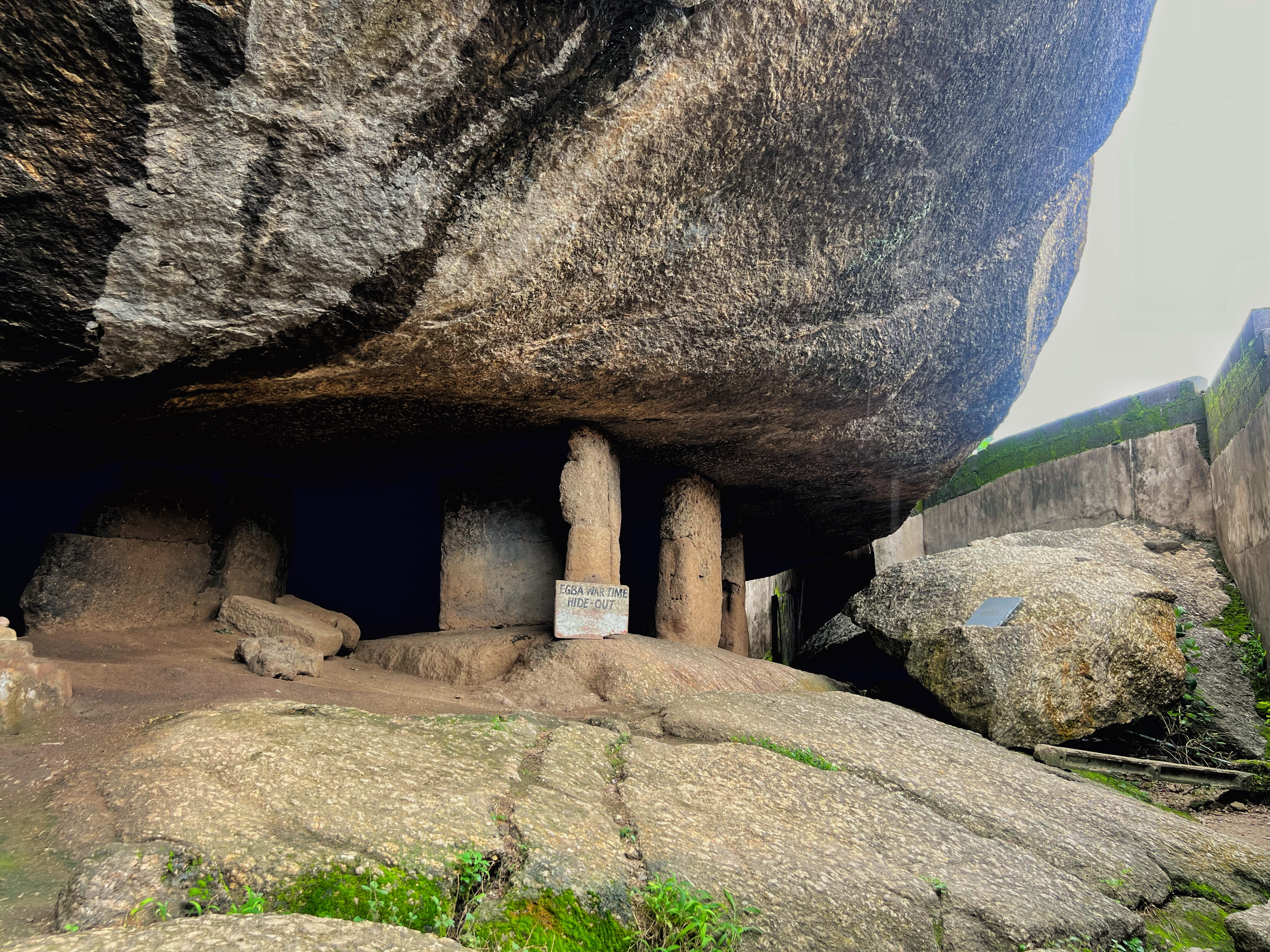
Schutzräume unter einem Felsüberhang
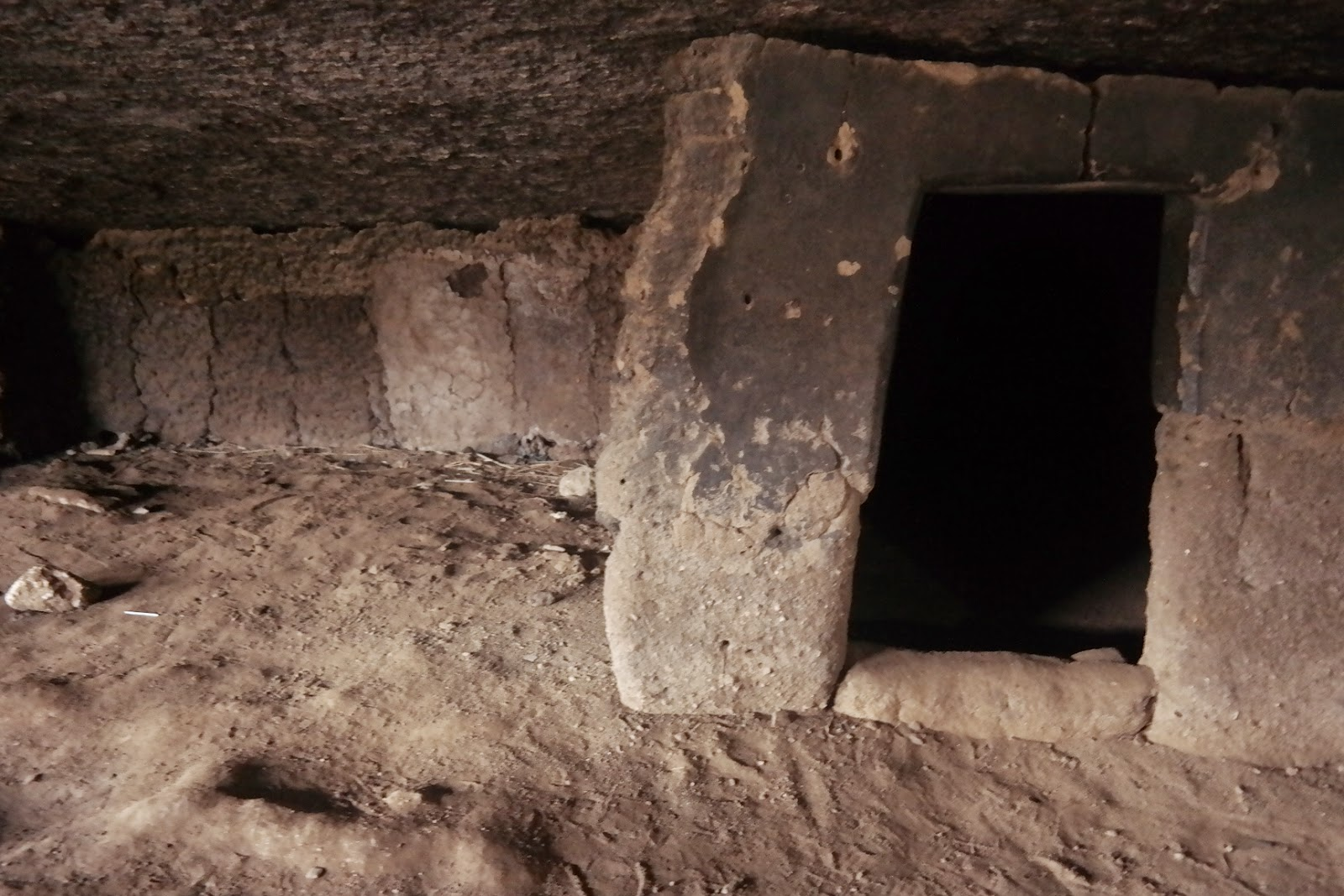
Zugang zu den im Felsen liegenden Schutzräumen
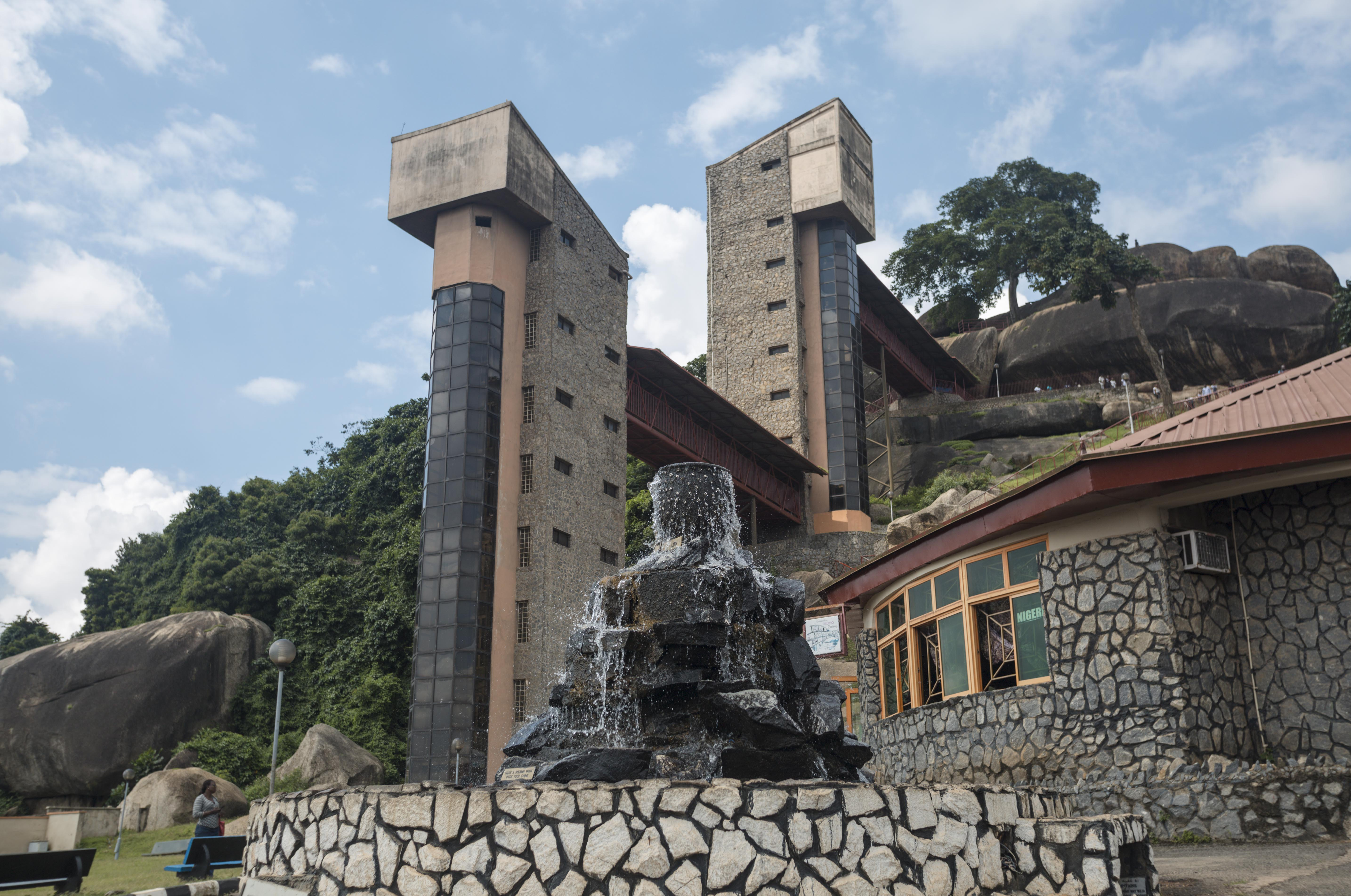
Aufzugsanlage und Springbrunnen
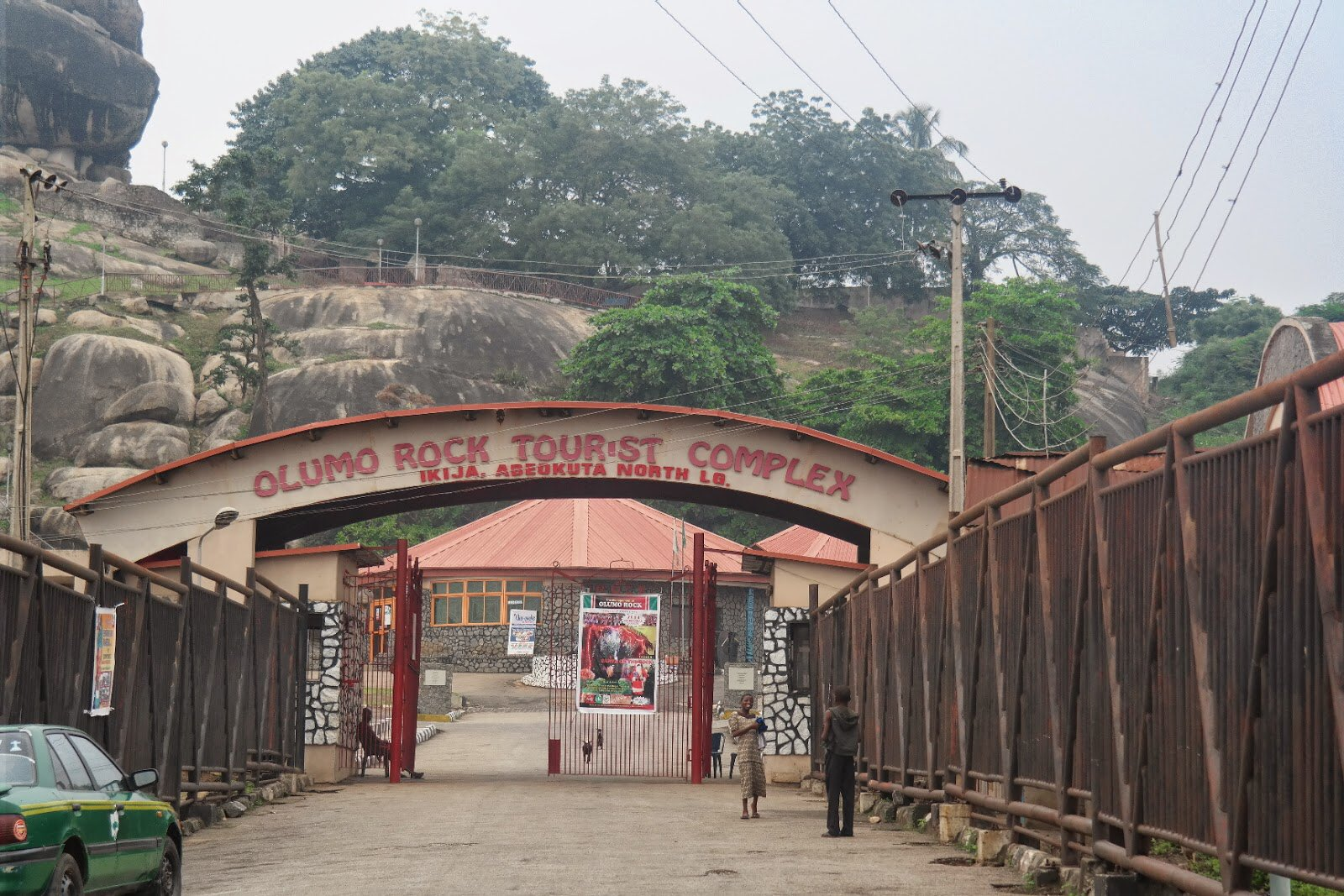
Eingangsbereich zu dem Bergareal
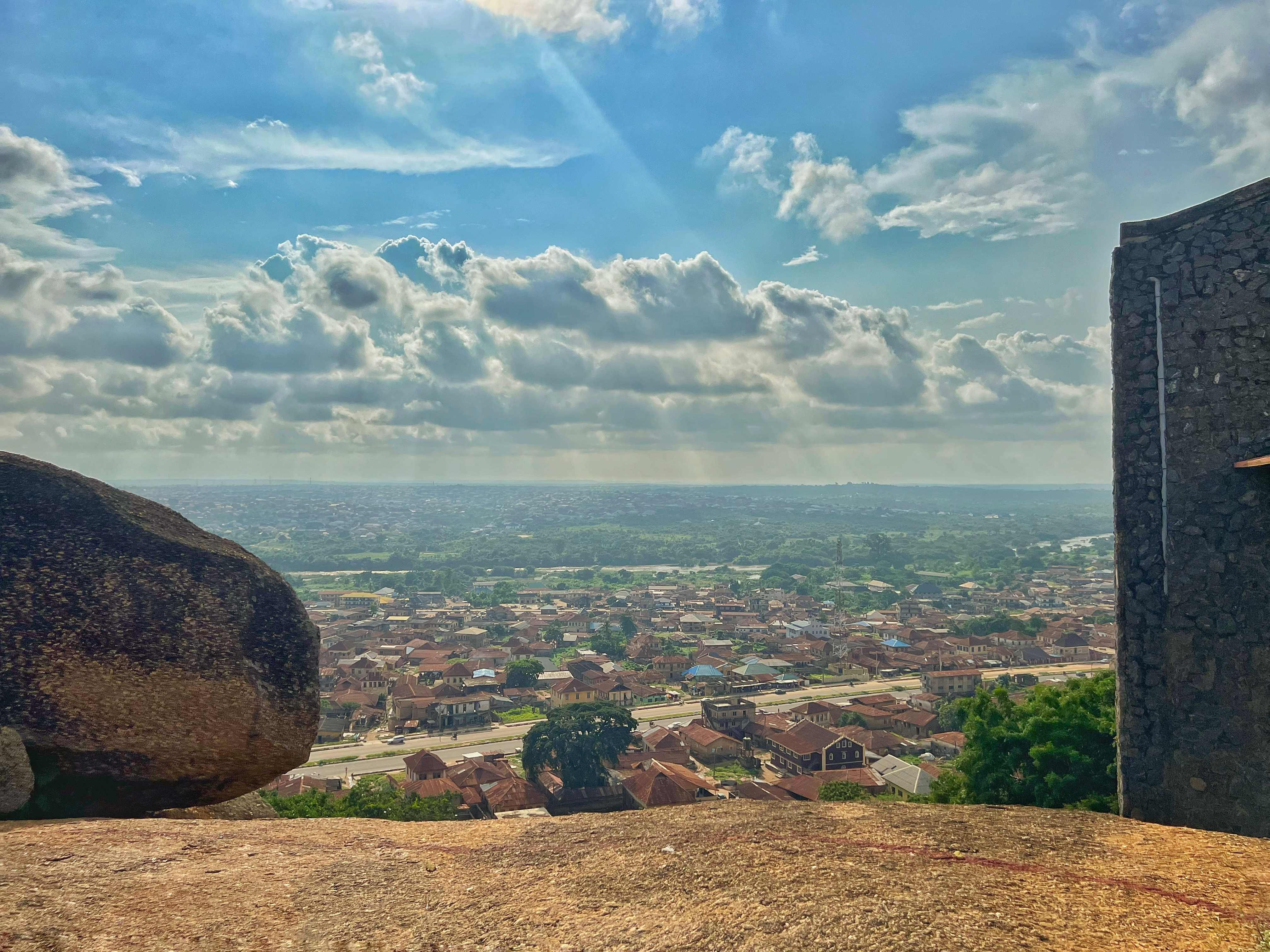
Blick vom Olumo Rock auf Ikeja
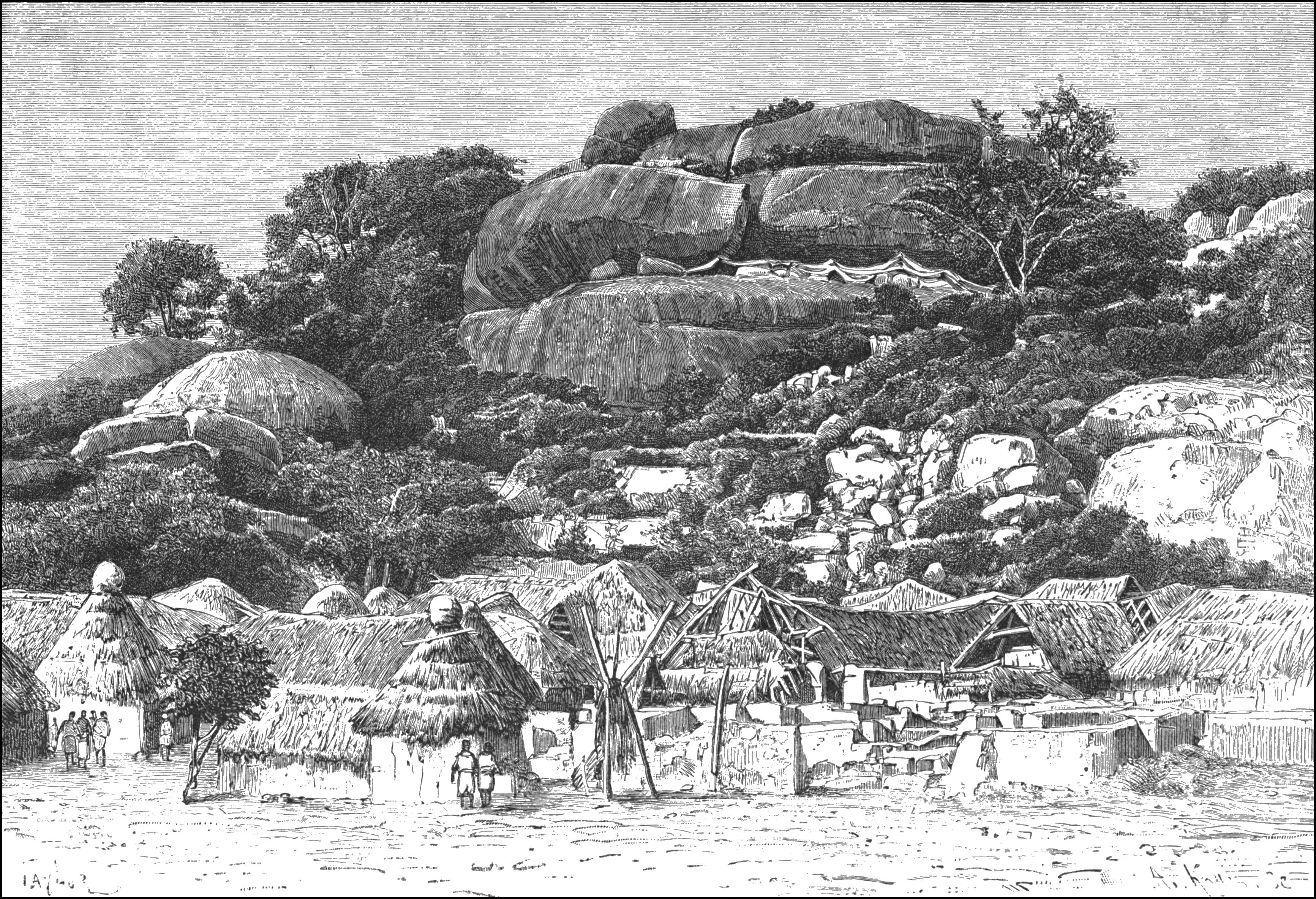
Ansicht von 1892